# Питер Грилл и семя рационального мышления
«Питер Грилл и семя рационального мышления» (яп. ピーター・グリルと賢者の時間 Пи:та: Гуриру то кэндзя но дзикан, досл. «Питер Грилл и время мудреца») — фэнтезийная манга за авторством Дайсукэ Хиямы. Издавалась в журнале Monthly Action издательства Futabasha с августа 2017 по август 2024 года. Премьера аниме-экранизации от студии Wolfsbane состоялась 10 июля 2020-го, второго сезона ― 10 октября 2022 года.
Манга лицензирована в США и Северной Америке издательством Seven Seas Entertainment, в РФ — «Истари Комикс».

## Сюжет
В центре повествования искатель приключений Питер Грилл, «сильнейший мужчина на земле». Хотя у него есть девушка по имени Лувелия, с которой он поклялся провести остаток своей жизни, она по-прежнему считает, что детей приносят аисты, и за два года, прошедшие с начала их отношений, Питер и Лувелия не продвинулись дальше, чем подержаться за руки. В то же время другие девушки, такие как две сестры-огры и эльфийка, хотят его, чтобы родить сильных детей. Питер должен избегать всевозможных соблазнов и заговоров (тщетно), всё время испытывая чувство вины по отношению к Лувелии.

## Персонажи
Питер Грилл (яп. ピーター・グリル Пи:та: Гуриру) — главный герой, человек, носитель титула сильнейшего мужчины на земле. При этом обладает слабой силой воли.
Сэйю: Хиро Симоно
Лувелия Санктус (яп. ルヴェリア・サンクトゥス Рувэриа Санкутусу) — возлюбленная Питера. Описывается как до безобразия идеальная девушка-рыцарь.
Сэйю: Юи Ниномия
Мими Альпакас (яп. ミミ・アルパカス Мими Арупакасу) — огр, младшая и безмозглая сестра Лизы.
Сэйю: Аяна Такэтацу
Лиза Альпакас (яп. リサ・アルパカス Риса Арупакасу) — огр, старшая и не менее безмозглая сестра Мими.
Сэйю: Хибику Ямамура
Вэган Элдриэль (яп. ビーガン・エルドリエル Би:ган Эрудориэру) — высший эльф, самопровозглашенная посол доброй воли эльфов. Объявляет Питера своим женихом.
Сэйю: Акари Уэхара
Пиглитта Панчетта (яп. ピグリット・パンチェッタ Пигуритто Пантэтта) — девушка-орк, которая по эстетическим ценностям орков классифицируется как абсолютно уродливая женщина, из-за чего на Родине её постоянно унижали. С точки зрения людей, впрочем, пышная красавица.
Сэйю: Саяка Сэмбонги

## Медиа

### Манга
Манга начала издаваться в журнале Monthly Action издательства Futabasha с июля 2017 года. Произведение также издавалось в США и Северной Америке издательством Seven Seas Entertainment.
| № | На японском языке   | На японском языке      | На русском языке | На русском языке       |
| № | Дата публикации     | ISBN                   | Дата публикации  | ISBN                   |
| --- | ------------------- | ---------------------- | ---------------- | ---------------------- |
| 1 | 12 января 2018 г.   | ISBN 978-4-575-85094-9 | 30 июня 2022 г.  | ISBN 978-5-907-34030-5 |
| Персонажи на обложке: Питер, Мими и Лиза Главы: - 1. Питер Грилл и сестрички-огры (яп. ピーター・グリルとオーがの姉妹 Пи:та: Гуриру то о:га но симай) - 2. Питер Грилл и будущий тесть (яп. ピーター・グリルと未来の義父 Пи:та: Гуриру то мирай но гифу) - 3. Питер Грилл и связь с эльфийкой (яп. ピーター・グリルとエルフの関係 Пи:та: Гуриру то эруфу но канкэй) - 4. Питер Грилл и удаль сильнейшего (яп. ピーター・グリルと最強の証明 Пи:та: Гуриру то сайкё: но сё:мэй) - 5. Питер Грилл и банный этикет (яп. ピーター・グリルと入浴の作法 Пи:та: Гуриру то ню:ёку но сахо:) |                     |                        |                  |                        |
| Питер побеждает в рыцарском турнире и получает титул сильнейшего мужчины на земле. Друг и сосед по комнате Тим Робинсон объясняет ему, чем это чревато: в надежде родить ребёнка с сильными генами к нему потянутся женщины со всего света. Так и происходит: сперва семя Питера требуют сёстры-огры из его гильдии, Лиза и Мими, а потом и эльфийка Вэган. Первым удаётся соблазнить его своими телами, и тот теряет голову (девушка Питера, Лувелия, ничего не знает о сексе, из-за чего за два года отношений у них не было близости), эльфийка же попросту заколдовывает член Грилла с возможностью расколдовать, только кончив в заклинателя. В то же время Лувелия требует у своего отца Альбатроса, главы их гильдии, благословить её помолвку с Питером, и убеждает его, лишь заявив, что в противном случае уйдёт из семьи. Будущий тесть с тех пор начинает точить на Питера зуб — в детстве Лувелия пообещала папе, что, когда вырастет, выйдет замуж за него. |                     |                        |                  |                        |
| 2 | 12 июля 2018 г.     | ISBN 978-4-575-85183-0 | 30 июня 2022 г.  | ISBN 978-5-907-34030-5 |
| Персонажи на обложке: Питер и Пиглитта Главы: - 6. Питер Грилл и судьбоносная битва (яп. ピーター・グリルと因縁の戦い Пи:та: Гуриру то иннэй но татакай) - 7. Питер Грилл и новые правила (яп. ピーター・グリルと新たなる「枠組み」 Пи:та: Гуриру то аратанару "вакугуми") - 8. Питер Грилл и орочье предложение (яп. ピーター・グリルとオークの縁談 Пи:та: Гуриру то о:ку но эндан) - 9. Питер Грилл и орочьи обстоятельства (яп. ピーター・グリルとオークの事情 Пи:та: Гуриру то о:ку но дзидзё:) - 10. Питер Грилл и орочье пробуждение (яп. ピーター・グリルとオークの覚醒 Пи:та: Гуриру то о:ку но какусэй) |                     |                        |                  |                        |
| Возвращаясь с одного из заданий, Питер и его гарем встречают старого огра по имени Киган, который как будто узнаёт Мими и Лизу. Вскоре в целях обеспечения бюджета гильдии один из аристократов орков, Бэйб, предлагает Альбатросу заключить политический брак, выдав одну из своих слуг за Питера. Старики изо всех сил пытаются сблизить Пиглитту и Питера (Альбатрос преследует и свою цель: обвинить Питера в измене и расторгнуть его помолвку с Лувелией). Все их усилия оказываются тщетными, но Пиглитта всё-таки влюбляется в Грилла и под воздействием афродизиака склоняет его к сексу. Питеру удаётся убедить её соврать Бэйбу о том, что между ними ничего не произошло: девушкой всю жизнь помыкали, и ей выпал шанс впервые сделать что-то по-своему. Впрочем, она просит оставить её при Питере кухаркой, и таким образом присоединяется к гарему. |                     |                        |                  |                        |
| 3 | 12 января 2019 г.   | ISBN 978-4-575-85256-1 | 30 июня 2022 г.  | ISBN 978-5-907-34076-3 |
| Персонажи на обложке: Питер и Вэган Главы: - 11. Питер Грилл и тайный договор (яп. ピーター・グリルと秘密の条約 Пи:та: Гуриру то химицу но дзё:яку) - 12. Питер Грилл и исполнение договора (яп. ピーター・グリルと条約の行方 Пи:та: Гуриру то дзё:яку но юкуэ) - 13. Питер Грилл и запредельная ярость (яп. ピーター・グリルと怒りのメガトンアックス Пи:та: Гуриру то окори но мэгатон аккусу) - 14. Питер Грилл и новый вызов (яп. ピーター・グリルと決闘の心得 Пи:та: Гуриру то кэтто: но кокороэ) - 15. Питер Грилл и воспевание любви (яп. ピーター・グリルと愛を叫んだ戦鬼 Пи:та: Гуриру то ай о сакэнда сэнки) |                     |                        |                  |                        |
| Пиглитту включают в заключенный между гаремом Питера договор, по которому девушки спят с Питером по очереди, но обязуются оставить ему один «выходной» в неделю. В первый же из них Грилл идёт на свидание с Лувелией, которое то и дело прерывают все девушки по очереди, желающие исподтишка получить больше семени Питера — наказания за нарушение договора не предусмотрено. У Грилла случается истерика, и он убегает из города, по дороге встретив огра Антонио Спартакоса, который по наводке Кигана ищет первую принцессу Огрстана Лизу Альпакас, чтобы вернуть на место главы королевской стражи. Застаёт он её в постели с Питером и, после схватки, выслушивает объяснения Лизы, в которую влюблён. Решив дать Питеру шанс сохранить всё в тайне, он вызывает его на дуэль и проигрывает, затем бросает вызов самой Лизе, проиграв и ей. Питер понимает, что он отвлекается на грудь Лизы, и сводит его с администратором гильдии Митти Пилигрим. После секса с ней Антонио прощает Питера и решает остаться в гильдии, позабыв о том, что собирался вернуть Лизу домой. |                     |                        |                  |                        |
| 4 | 12 июля 2019 г.     | ISBN 978-4-575-85330-8 | 30 июня 2022 г.  | ISBN 978-5-907-34076-3 |
| Персонажи на обложке: Питер и Гобка Главы: - 16. Питер Грилл и гоблопокалипсис (яп. ピーター・グリルと小鬼の黙示録 Пи:та: Гуриру то коони но мокусироку) - 17. Питер Грилл и «Три двойные звезды ада» (яп. ピーター・グリルと地獄の三連星 Пи:та: Гуриру то дзигоку но санрэнсэй) - 18. Питер Грилл и пир отчаяния (яп. ピーター・グリルと絶望の宴 Пи:та: Гуриру то дзэцубо: но утагэ) - 19. Питер Грилл и гоблинская благодарность (яп. ピーター・グリルとゴブリンの恩返し Пи:та: Гуриру то гобурин но онгаэси) - 20. Питер Грилл и единственный нормальный способ (яп. ピーター・グリルとたったひとつの冴えたやり方 Пи:та: Гуриру то татта хитоцу но саэта яриката) |                     |                        |                  |                        |
| На земли людей нападают течные самки гоблинов, насилующие всех мужчин на своём пути. Хобгоблины разбивают отряд Лувелии, берут её в заложницы и заманивают Питера в свои пещеры, где его насилует королева гоблинов. В процессе герои выясняют, что она и вызывает у гоблинш течку, но охотник на гоблинов Кэндзи пытается рассказать, что убивать её для окончания нашествия необязательно. Питера освобождает из плена гоблинша, которую они с младшей сестрой в детстве нашли в лесу и воспитывали как человека, Гобко Нггиэль. Под воздействием феромонов королевы она успевает несколько раз с ним переспать. Когда их замечают, завязывается битва, точку в которой ставят согильдийцы Питера и Лувелии, нашедшие пещеру. Питер догадывается, что сперму гоблинши могут получать и орально, заставляя всех мужчин в гильдии вместо убийства монстров кончить в рот каждой гоблинше в стае. Гобко изгоняют, и она присоединяется к гарему Питера. |                     |                        |                  |                        |
| 5 | 10 января 2020 г.   | ISBN 978-4-575-85404-6 | 5 февраля 2025   | ISBN 978-5-907841-78-9 |
| 6 | 12 июня 2020 г.     | ISBN 978-4-57-585458-9 | 5 февраля 2025   | ISBN 978-5-907841-78-9 |
| 7 | 12 ноября 2020 г.   | ISBN 978-4-57-585523-4 |                  |                        |
| 8 | 12 мая 2021 г.      | ISBN 978-4-57-585578-4 |                  |                        |
| 9 | 11 ноября 2021 г.   | ISBN 978-4-575-85655-2 |                  |                        |
| 10 | 12 мая 2022 г.      | ISBN 978-4-575-85716-0 |                  |                        |
| 11 | 12 сентября 2022 г. | ISBN 978-4-575-85716-0 |                  |                        |
| 12 | 9 марта 2023 г.     | ISBN 978-4-575-85820-4 |                  |                        |
| 13 | 9 ноября 2023 г.    | ISBN 978-4-575-85908-9 |                  |                        |
| 14 | 11 апреля 2024 г.   | ISBN 978-4-575-85959-1 |                  |                        |
| 15 | 10 октября 2024 г.  | ISBN 978-4-575-86016-0 |                  |                        |

### Аниме
24 сентября 2019 года состоялся анонс аниме-адаптации. Производством занялась молодая студия Wolf's Bane под контролем молодой команды: режиссёра Тацуми по сценарию Нора Мори, художником по персонажам числится Руи Исигэ. Премьера сериала состоялась в июле 2020 года на канале Tokyo MX. Открывающую тему «Tsuranuite Yutsu» (яп. つらぬいて憂鬱 Цурануитэ ю:цу) исполнила Юи Ниномия от лица своего персонажа Лувелии Санктус, завершающую «Yoridokoro» (яп. ヨリドコロ Ёридокоро) — дуэт Hilcrhyme, а песню «Ti amo» в музыкальной сцене — группа Shusei’s Project.
11 ноября 2021 года были анонсированы съёмки второго сезона сериала Он был выпущен под названием Peter Grill and the Philosopher’s Time: Super Extra, производством занялась та же команда, но с привлечением студии Seven. Открывающую композицию «Kurenazumu Yakusoku» (яп. 暮れなずむ約束 Курэнадзуму якусоку) исполняет Isekaijoucho, завершающую «Koigokoro» (яп. コイゴコロ Койгокоро) — Hilcrhyme. Премьерная трансляция первой серии второго сезона состоялась 10 октября 2022 года.

## Критика
Название произведения включает в себя термин «философское время», или «время мудреца» (яп. 賢者の時間 кэндзя но дзикан), означающий время после эякуляции мужчины, когда ему не хочется ничего делать.
В превью к аниме критики Anime News Network отметили, что оно относится к тем сериалам, что в шаге от полноценного порно и, вполне возможно, было бы лучше, если бы они им были. В нём почти нет сюжета, его графика ничем не примечательна. Фансервис — единственное, на что можно рассчитывать, но и он больше похож на рекламу расцензуренной версии на дисках. Впрочем, ни комедийная, ни эротическая сторона в изначальной версии не оправдывают себя. Аниме может быть интересно только тем, чьи фетиши совпадают с его содержанием.

## Примечание
1. ↑  Tokyo MX указывает время премьеры как 25:15 9 октября 2022 года, то есть фактически 1:15 10 октября[26]

1. 1 2  Peter Grill and the Philosopher's Time Anime Reveals July Premiere, Visual. Anime News Network (6 января 2020). Дата обращения: 6 января 2020. Архивировано 26 марта 2020 года.
2. 1 2  Peter Grill and the Philosopher's Time Anime Reveals Cast, Staff. Anime News Network (25 февраля 2020). Дата обращения: 25 февраля 2020. Архивировано 25 февраля 2020 года.
3. 1 2  Peter Grill to Kenja no Jikan — объявление лицензии. vk.com (13 апреля 2020). Дата обращения: 13 апреля 2020.
4. ↑  ピーター・グリルと賢者の時間 1. Futabasha. Дата обращения: 26 февраля 2020. Архивировано 26 февраля 2020 года.
5. ↑  ピーター・グリルと賢者の時間 2. Futabasha. Дата обращения: 26 февраля 2020. Архивировано 26 февраля 2020 года.
6. ↑  ピーター・グリルと賢者の時間 3. Futabasha. Дата обращения: 26 февраля 2020. Архивировано 6 августа 2020 года.
7. ↑  ピーター・グリルと賢者の時間 4. Futabasha. Дата обращения: 26 февраля 2020. Архивировано 5 декабря 2019 года.
8. ↑  ピーター・グリルと賢者の時間 5. Futabasha. Дата обращения: 26 февраля 2020. Архивировано 26 февраля 2020 года.
9. ↑  ピーター・グリルと賢者の時間 6 (яп.). Futabasha. Дата обращения: 12 июля 2020. Архивировано 13 августа 2021 года.
10. ↑  ピーター・グリルと賢者の時間 7 (яп.). Futabasha. Дата обращения: 9 октября 2020. Архивировано 18 ноября 2021 года.
11. ↑  ピーター・グリルと賢者の時間 8 (яп.). Futabasha. Дата обращения: 10 апреля 2021. Архивировано 18 ноября 2021 года.
12. ↑  ピーター・グリルと賢者の時間 9 (яп.). Futabasha. Дата обращения: 11 ноября 2021. Архивировано 11 ноября 2021 года.
13. ↑  ピーター・グリルと賢者の時間 10 (яп.). Futabasha. Дата обращения: 12 мая 2022. Архивировано 16 мая 2022 года.
14. ↑  ピーター・グリルと賢者の時間 11 (яп.). 双葉社. Дата обращения: 12 сентября 2022. Архивировано 12 сентября 2022 года.
15. ↑  ピーター・グリルと賢者の時間 12 (яп.). 双葉社. Дата обращения: 21 мая 2024. Архивировано 23 января 2024 года.
16. ↑  ピーター・グリルと賢者の時間 13 (яп.). 双葉社. Дата обращения: 21 мая 2024. Архивировано 14 мая 2024 года.
17. ↑  ピーター・グリルと賢者の時間 14 (яп.). 双葉社. Дата обращения: 21 мая 2024. Архивировано 14 мая 2024 года.
18. ↑  ピーター・グリルと賢者の時間 15 - 完 (яп.). 双葉社. Дата обращения: 18 марта 2025.
19. ↑  アニメ「ピーター・グリルと賢者の時間」は7月から、下野紘らキャスト7名も発表. コミックナタリー. ナターシャ (25 февраля 2020). Дата обращения: 26 февраля 2020. Архивировано 26 февраля 2020 года.
20. ↑  Pineda, Rafael Antonio. Peter Grill and the Philosopher’s Time Reveals Theme Song Artists, Visual (англ.). Anime News Network (25 марта 2020). Дата обращения: 15 сентября 2024.
21. ↑  Hodgkins, Crystalyn. Peter Grill and the Philosopher’s Time Anime’s 1st Promo Video Streamed (англ.). Anime News Network (9 апреля 2020). Дата обращения: 15 сентября 2024.
22. ↑  Pineda, Rafael Antonio. Peter Grill and the Philosopher's Time Anime Gets 2nd Season. Anime News Network (11 ноября 2021). Дата обращения: 11 ноября 2021. Архивировано 26 ноября 2021 года.
23. ↑  Pineda, Rafael Antonio. Peter Grill and the Philosopher's Time Anime Season 2 Reveals Title, New Cast & Staff. Anime News Network (24 апреля 2022). Дата обращения: 24 апреля 2022. Архивировано 20 августа 2022 года.
24. 1 2  Loo, Egan. Peter Grill and the Philosopher's Time Season 2 Unveils Opening Song Artist, October 9 Debut. Anime News Network (17 июля 2022). Дата обращения: 17 июля 2022. Архивировано 17 июля 2022 года.
25. ↑  Pineda, Rafael Antonio. Hilcrhyme Returns for Peter Grill and the Philosopher's Time Season 2's Ending Song. Anime News Network (11 мая 2022). Дата обращения: 11 мая 2022. Архивировано 12 мая 2022 года.
26. ↑  On Air (яп.). petergrill-anime.jp. Дата обращения: 5 октября 2022. Архивировано 5 октября 2022 года.
27. ↑  The Summer 2020 Preview Guide - Peter Grill and the Philosopher's Time (англ.). Anime News Network (10 июля 2020). Дата обращения: 25 июля 2020. Архивировано 13 июля 2020 года.